# Henri Haest
Henri Haest, född 2 november 1926, död 20 juni 1997, var en friidrottare från Belgien. Han deltog vid olympiska sommarspelen 1952.